# 1ES 1927+654
 (décembre 2023).
Améliorez-le ou discutez des points à vérifier. 
1ES 1927+654 de son nom 1ES 1927+65.4 est une galaxie lenticulaire de Seyfert qui a connu un pic extrêmement violent de sa luminosité ultraviolette, X, radio ainsi qu'en lumière visible, ces pics cycliques se produisent dans des périodes de 9 mois. Elle se situe dans la constellation du Dragon, selon les estimations, 1ES 1927+654 se situerait à ~234 millions d'années-lumière de la Terre, cette distance est basée sur le redshift mesuré par le satellite Gaia, elle sera identifiée sous la cote "Gaia DR2 2242649304261064064",.

## Découverte de 1ES 1927+654
1ES 1927+654 a été découverte en aout 2000 par le télescope spatial ROSAT lors d'une étude de sources radio venant d'objets non identifiés. Ces sources ont été enregistrées par le Karl.G Jansky Very Large Array dans une fréquence de 1.4 Giga hertz.

## Éruption de 1ES 1927+654

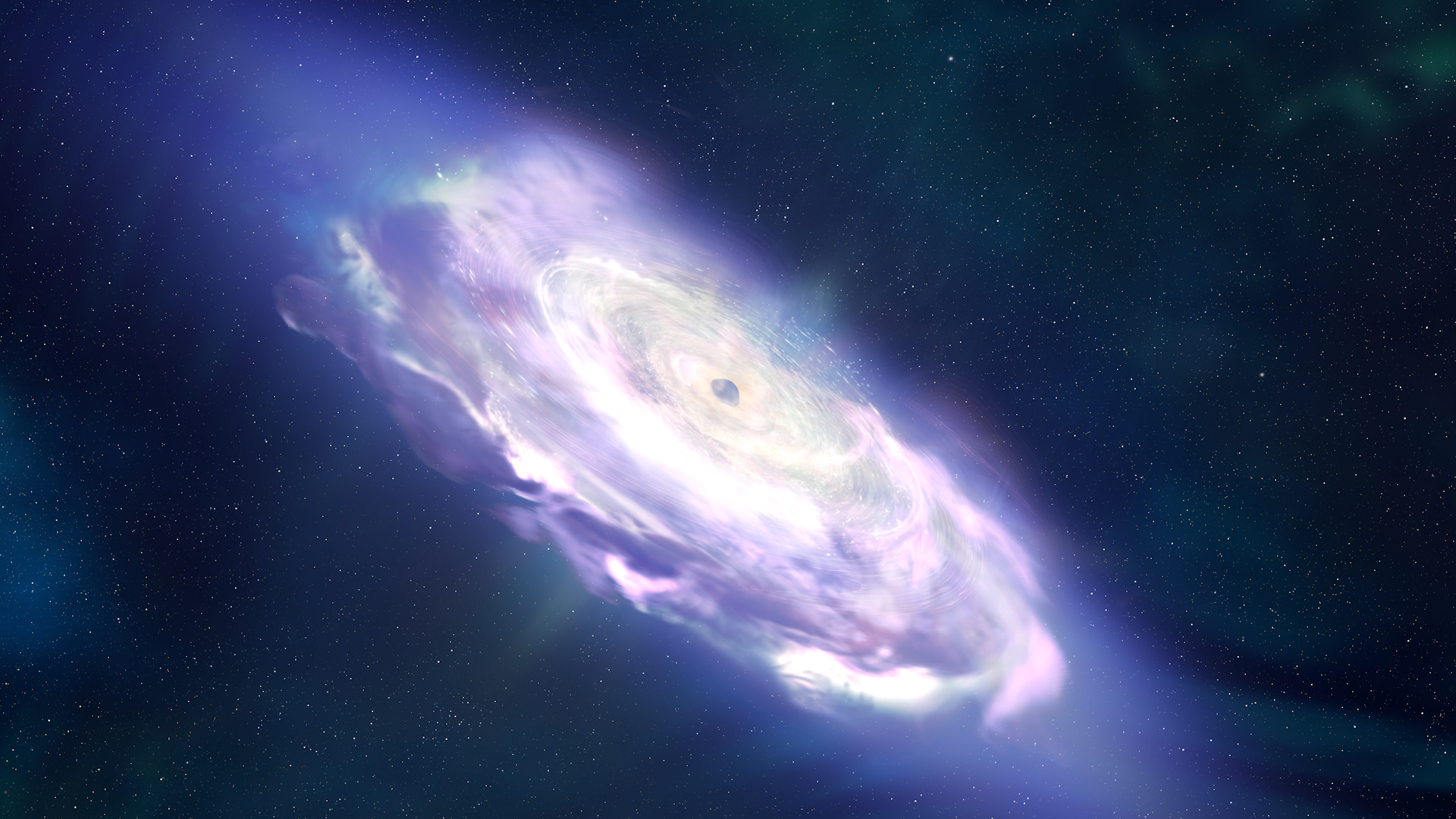
Vue d'artiste de l'accrétion des gaz de l'étoile autour du trou noir central de 1ES 1927+654

1ES 1927+654 produit des pics de luminosité très violents tous les 9 mois. Pendant ces événements, la luminosité multi-spectrale de 1ES 1927+654 est multipliée par 100, dans les pics les plus violents, elle est multipliée par 130. Entre 2017 et 2018 un pic détecté par le Neil Gehrels Swift Observatory a multiplié la luminosité visible et X de 1ES 1927+654 par 130 ; pendant ce pic, le SWIFT a détecté un flux de photons et neutrinos très énergétiques, les plus énergétiques possèdent des niveaux d'énergie jusqu'à 1 Téra électronvolt (TeV). Ce pic s'est suivi d'un sursaut magnétique très polarisé. Ce pic très énergétique s'explique par la dislocation d'une étoile par le trou noir central de 1ES 1927+654, les gaz émanant de l'étoile ont formé un grand disque d'accrétion d'une grande vélocité, les frictions entre les atomes de ce disque ont eu pour effet de les chauffer (10^6 K), leur température est telle que les électrons sont séparés du noyau des atomes. Ces gaz ionisés sont avalés par le trou noir ce qui crée un fort champ magnétique ainsi qu'un jet de matière très chaud. Le champ magnétique du trou noir est si puissant que les noyaux d'atomes se désexcitent ce qui crée de fortes émissions gamma,. Lors de l'espacement de ces pics, l'émission de photons et de neutrinos se stabilise à un niveau d'énergie de 0.1–2.4 KeV même si l'émission peut subir de petits pics à 7.0 keV.

## Observations

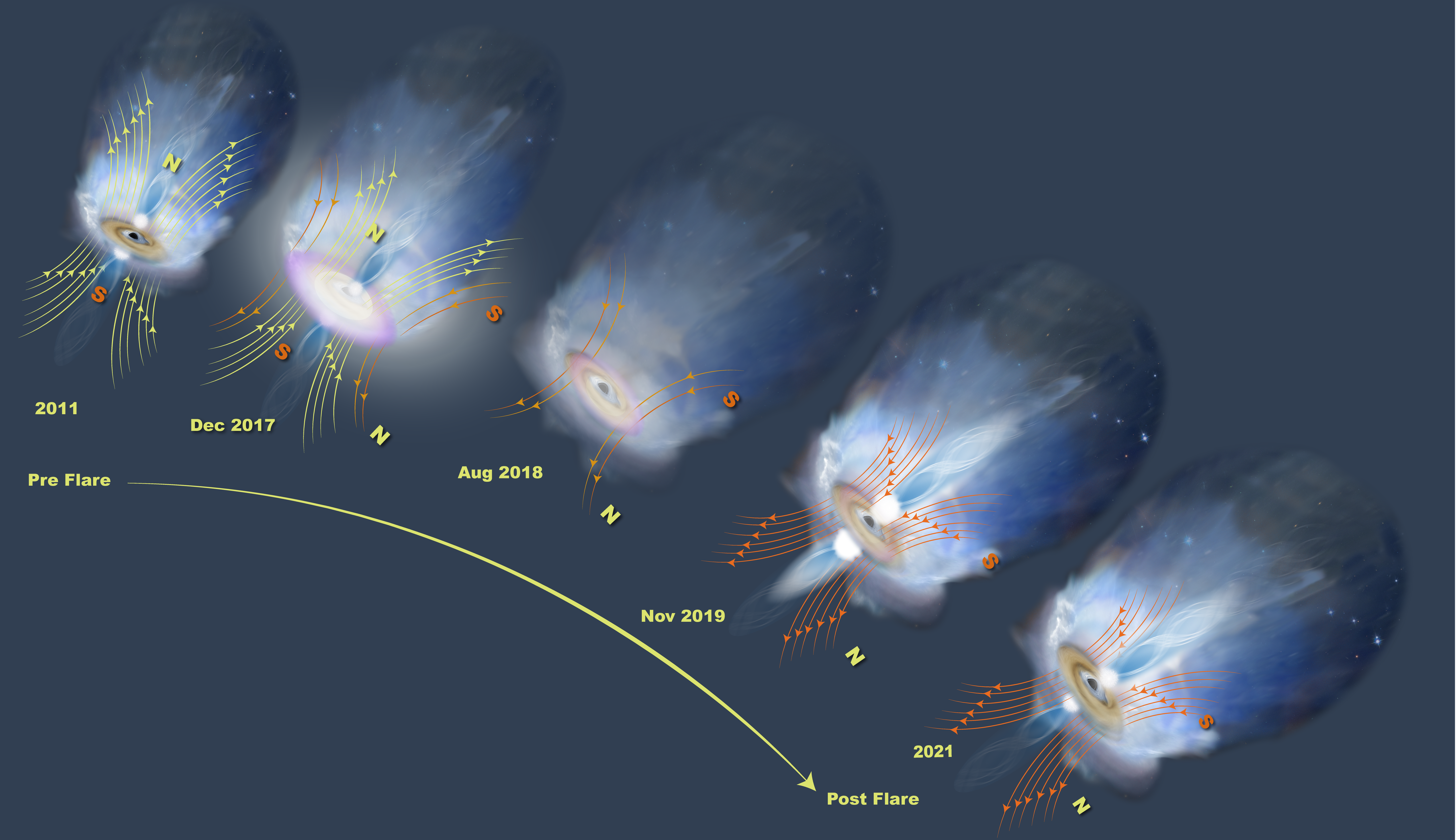
Schéma de l'évolution du trou noir central de 1ES 1927+654.

En 2011, une pré-éruption a été détectée par le télescope spatial ROSAT. En décembre 2017, le début d'un pic fera augmenter la luminosité visible de 1ES 1927+654 d'un facteur 100 ; en août 2018, les taux d'énergie atteindront leurs records depuis la découverte ; en novembre 2019, la luminosité atteindra 130 fois sa valeur normale, c'est à ce moment que le champ magnétique sera mis en évidence ; au début de 2021, une équipe de l'Université Harvard conclura que l'éruption énergétique s'est arrêtée, il utiliseront le télescope spatial Chandra pour mener cette conclusion,. Lors de l'observation du CXO, un grand nuage de poussière chaude sera détecté dans la couronne du disque d'accrétion.

## Supernova
Dans la galaxie, une supernova nommée AT 2018zf a été détectée en 2018,. Elle a été détectée par le SWIFT dans le domaine des ultraviolets et identifiée comme une éjection nucléaire "Nuclear Out-burst",.

## Trou noir central de 1ES 1927+654
Une étude de 1ES 1927+654 faite avec les télescopes spatiaux Suzaku et le XMM-Newton ont permis d'étudier la raie d'absorption de la région centrale, la raie d'absorption a permis de calculer la vitesse radiale des gaz proches du CBH de 1ES 1927+654 et donc de calculer avec précision la masse du CBH. La référence du calcul sera la couronne du CBH, elle est définie comme un tore poussiéreux visible dans les rayons X, il émet dans des taux d'énergie de 0.3 à 10 keV. L'instrument PN du XMM-Newton a enregistré des niveaux d'énergie supérieurs ou égaux à 3.0 × 10^44 erg. Les différents calculs donnent une masse autour de 19 millions de masses solaires,.